# 의존 문법
의존 문법(dependency grammar)은 뤼시앵 테니에르에 의해 발전된
통사 이론의 하나이다. 구 구조 문법과 구별되는 점은
구 노드(phrase node)가 없다는 것이다. 구조는
단어(핵)와 그 의존 요소 사이의 관계에 의해 결정된다.
의존 문법은 특정한 어순을 제한하지 않기 때문에
자유 어순 언어를 설명하는 데에 적합하다.
대수적 통사론(Algebraic syntax)과 확장 의존 문법(Extensible Dependency Grammar)은 의존 문법의 한 유형이다.
링크 문법(Link Grammar)은 의존 문법과 유사하지만 단어들 사이의 관계에 방향성이 존재하고 핵-의존어 관계가 없다는
점에서 다르다.

## 구문 분석
의존 구문 분석(dependency parsing)이란 구문 분석의 한 갈래이다. 의존 구문 분석 이론에서는 구문의 성분이나 성분을 연결하는 문법이 구문안에서 스스로 직접적인 역할을 한다기 보다는, 각 성분이 서로 의존 관계를 이루어 하나의 구문을 이룬다고 본다.
컴퓨터 과학에서는 구문 분석이 그러하듯 자연 언어 처리(영어: Natural language processing) 분야에 많이 쓰인다. 특히, 데이터와 통계에 따라 처리를 하는 구문 분석(영어: data-driven/statistical parsing) 방식에서는 전통적인 구문 분석과 달리 기존에 정의된 구문 주석 말뭉치에 따라 분석을 하고 개 중에 가장 잘 된 분석을 찾는 것을 목표로 한다.

## 같이 보기
- 파스 트리